# Copa UC Sub-17 de 2016
La Copa UC Sub-17 de 2016 fue la XV edición de la Copa UC Sub-17, torneo de fútbol juvenil organizado por el Club Deportivo Universidad Católica. Comenzó el 14 de diciembre. Los principales partidos son transmitios por el Canal del Fútbol.

## Equipos participantes
| Equipos y selecciones participantes | Equipos y selecciones participantes | Equipos y selecciones participantes | Equipos y selecciones participantes |
| ----------------------------------- | ----------------------------------- | ----------------------------------- | ----------------------------------- |
| Universidad Católica                | Chile Sub-17                        | México Sub-17                       | Colombia Sub-17                     |
| Paraguay Sub-17                     | Perú Sub-17                         | Chivas de Guadalajara               | Japón Sub-17                        |

## Resultados

### Primera fase

#### Grupo A
| Equipo                | Pts | PJ | PG | PE | PP | GF | GC | DIF |
| --------------------- | --- | -- | -- | -- | -- | -- | -- | --- |
| Chivas de Guadalajara | 7   | 3  | 2  | 1  | 0  | 7  | 2  | +5  |
| Paraguay Sub-17       | 4   | 3  | 1  | 1  | 1  | 2  | 3  | -1  |
| Colombia Sub-17       | 3   | 3  | 1  | 0  | 2  | 3  | 6  | -3  |
| Chile Sub-17          | 2   | 3  | 0  | 2  | 1  | 1  | 2  | -1  |

| 14 de diciembre de 2016, 12:00 | Colombia Sub-17                          | 2:4     | Chivas de Guadalajara                                        | Cancha Alberto Buccicardi, Santiago |                          |
|                                | Kevin Viveros 11' · Juan David Vidal 21' | Reporte | 14' Irving Márquez · 52' 57' Damon Magaña · 69' Daniel López | Árbitro(s): Hernán Banda            | Árbitro(s): Hernán Banda |

| 14 de diciembre de 2016, 18:00 | Chile | 0:0     | Paraguay Sub-17 | San Carlos de Apoquindo, Santiago |                            |
|                                |       | Reporte |                 | Árbitro(s): Gustavo Gamboa        | Árbitro(s): Gustavo Gamboa |

| 15 de diciembre de 2016, 10:30 | Paraguay Sub-17 | 0:3     | Chivas de Guadalajara                           | Cancha Alberto Buccicardi, Santiago |                            |
|                                |                 | Reporte | 14' 32' Juan José Macías · 42' Alexis Gutiérrez | Árbitro(s): Cristián Galaz          | Árbitro(s): Cristián Galaz |

| 15 de diciembre de 2016, 18:00 | Chile                 | 1:2     | Colombia Sub-17                           | San Carlos de Apoquindo, Santiago |                            |
|                                | Nicolás Gutiérrez 38' | Reporte | 45' (a.g.) Gastón Zúñiga · 48' Luis López | Árbitro(s): Víctor Abarzúa        | Árbitro(s): Víctor Abarzúa |

| 16 de diciembre de 2016, 10:30 | Colombia Sub-17 | 0:2     | Paraguay Sub-17                            | Cancha Alberto Buccicardi, Santiago |                          |
|                                |                 | Reporte | 28' Antonio Galeano · 39' Julio César Báez | Árbitro(s): Felipe Jerez            | Árbitro(s): Felipe Jerez |

| 16 de diciembre de 2016, 18:00 | Chile | 0:0     | Chivas de Guadalajara | San Carlos de Apoquindo, Santiago |                           |
|                                |       | Reporte |                       | Árbitro(s): Juan Céspedes         | Árbitro(s): Juan Céspedes |

#### Grupo B
| Equipo               | Pts | PJ | PG | PE | PP | GF | GC | DIF |
| -------------------- | --- | -- | -- | -- | -- | -- | -- | --- |
| México Sub-17        | 9   | 3  | 3  | 0  | 0  | 4  | 0  | +4  |
| Universidad Católica | 4   | 3  | 1  | 1  | 1  | 5  | 4  | +1  |
| Japón Sub-17         | 4   | 3  | 1  | 1  | 1  | 5  | 4  | +1  |
| Perú Sub-17          | 0   | 3  | 0  | 0  | 3  | 3  | 9  | -6  |

| 14 de diciembre de 2016, 10:30 | Perú Sub-17 | 0:1     | México Sub-17  | Cancha Alberto Buccicardi, Santiago |                          |
|                                |             | Reporte | 32' Luis Sáenz | Árbitro(s): Felipe Jerez            | Árbitro(s): Felipe Jerez |

| 14 de diciembre de 2016, 21:10 | Universidad Católica | 1:1     | Japón Sub-17      | San Carlos de Apoquindo, Santiago |                            |
|                                | Sebastián Pérez 39'  | Reporte | 54' Hiroto Yamada | Árbitro(s): Nicolás Millas        | Árbitro(s): Nicolás Millas |

| 15 de diciembre de 2016, 12:00 | México Sub-17        | 2:0     | Japón Sub-17 | Cancha Alberto Buccicardi, Santiago |                             |
|                                | Daniel López 62' 68' | Reporte |              | Árbitro(s): Daniel Zamorano         | Árbitro(s): Daniel Zamorano |

| 15 de diciembre de 2016, 21:10 | Universidad Católica                              | 4:2     | Perú Sub-17                           | San Carlos de Apoquindo, Santiago |                            |
|                                | David Henríquez 37' 56' · Sebastián Pérez 50' 58' | Reporte | 39' Renzo Galindo · 72' Diego Temoche | Árbitro(s): Jorge González        | Árbitro(s): Jorge González |

| 16 de diciembre de 2016, 12:00 | Japón Sub-17                                                                   | 4:1     | Perú Sub-17       | Cancha Alberto Buccicardi, Santiago |                          |
|                                | Yukinari Suguwara 11' · Keito Nakamura 15' · Rei Hirakawa 41' · Ayumu Seko 58' | Reporte | 60' Renzo Galindo | Árbitro(s): Miguel Araos            | Árbitro(s): Miguel Araos |

| 16 de diciembre de 2016, 21:10 | Universidad Católica | 0:1     | México Sub-17        | San Carlos de Apoquindo, Santiago |                            |
|                                |                      | Reporte | 7' Juan Pablo Rangel | Árbitro(s): Nicolás Medina        | Árbitro(s): Nicolás Medina |

### Segunda fase

#### Paso a definición por Quinto Lugar
| 17 de diciembre de 2016, 10:30 | Colombia Sub-17  | 1:0     | Perú Sub-17 | Cancha Alberto Buccicardi, Santiago |  |
|                                | Brayan Gómez 22' | Reporte |             |                                     |  |

| 17 de diciembre de 2016, 12:00     | Japón Sub-17     | 1:1 (3:4 p.) | Chile Sub-17       | Cancha Alberto Buccicardi, Santiago |  |
|                                    | Rei Hirakawa 16' | Reporte      | 61' Yerko Oyanedel |                                     |  |
| Chile derrotó por penales a Japón. |                  |              |                    |                                     |  |

#### Semifinales
| 17 de diciembre de 2016, 18:00 | Paraguay Sub-17 | 0:2     | México Sub-17                     | San Carlos de Apoquindo, Santiago |                            |
|                                |                 | Reporte | 43' Daniel López · 56' Ian Torres | Árbitro(s): Cristián Galaz        | Árbitro(s): Cristián Galaz |

| 17 de diciembre de 2016, 19:30 | Universidad Católica | 1:0     | Chivas de Guadalajara | San Carlos de Apoquindo, Santiago |                          |
|                                | David Henríquez 18'  | Reporte |                       | Árbitro(s): Felipe Jerez          | Árbitro(s): Felipe Jerez |

### Fase final

#### Séptimo lugar
| 18 de diciembre de 2016, 10:30 | Perú Sub-17 | 0:3     | Japón Sub-17                                            | Cancha Alberto Buccicardi, Santiago |                              |
|                                |             | Reporte | 12' Rei Hirakawa · 65' Shimpei Kukuoka · 71' Ayumu Seko | Árbitro(s): Cristián Carillo        | Árbitro(s): Cristián Carillo |

#### Quinto Lugar
| 18 de diciembre de 2016, 12:00 | Chile Sub-17      | 1:0     | Colombia Sub-17 | Cancha Alberto Buccicardi, Santiago |                          |
|                                | Lucas Alarcón 59' | Reporte |                 | Árbitro(s): Diego Gamboa            | Árbitro(s): Diego Gamboa |

#### Tercer Puesto
| 18 de diciembre de 2016, 15:00 | Paraguay Sub-17     | 1:0     | Chivas de Guadalajara | San Carlos de Apoquindo, Santiago |                          |
|                                | Fernando Romero 53' | Reporte |                       | Árbitro(s): Hernán Banda          | Árbitro(s): Hernán Banda |

#### Final
| 18 de diciembre de 2016, 18:30 | Universidad Católica | 0:1     | México Sub-17    | San Carlos de Apoquindo, Santiago |                              |
|                                |                      | Reporte | 60' Daniel López | Árbitro(s): Rodrigo Carvajal      | Árbitro(s): Rodrigo Carvajal |

## Campeón
|                                  |
| Campeón México Sub-17 1.º título |